# Nova Granada (kommun)
Nova Granada är en kommun i Brasilien.   Den ligger i delstaten São Paulo, i den sydöstra delen av landet, 500 km söder om huvudstaden Brasília. Antalet invånare är 19 178.
Följande samhällen finns i Nova Granada:
- Nova Granada

Omgivningarna runt Nova Granada är en mosaik av jordbruksmark och naturlig växtlighet. Runt Nova Granada är det ganska glesbefolkat, med 25 invånare per kvadratkilometer.